# Callicostella jungermannioides
Callicostella jungermannioides är en bladmossart som beskrevs av Theodor Carl Karl Julius Herzog 1924. Callicostella jungermannioides ingår i släktet Callicostella och familjen Hookeriaceae. Inga underarter finns listade i Catalogue of Life.